# Антуан Сезар Беккерель
Беккерель Антуан Сезар (фр. Antoine César Becquerel; *7 березня 1788, Шатійон-Коліньї — †17 січня 1878) — французький фізик.

## Життєпис
Він здобув початкову освіту в школі в Фонтенбло під керівництвом Біллі, учнями якого були також знамениті Пуассон (математик) і Араго (фізик). 1806 року він вступив до Політехнічної школи, а після закінчення в ній курсу перейшов у прикладну школу (École d'application) в Мец з інженерної частини і випущений звідти у гвардію з чином лейтенанта 2-го рангу.
Негайно після цього Беккерель вирушив в діючу армію в Іспанію, виступивши під начальством генерала Сюше; Беккерель залишався в армії два з половиною роки і брав участь в облозі шести іспанських міст. Біографи Беккереля відгукуються з найбільшою похвалою про його військові заслуги, але тривала діяльність такого роду була йому не до снаги: він був змушений через слабке здоров'я вийти у відставку у 24 роки.
Залишивши військову службу в чині капітана і з орденом Почесного легіону, Беккерель зайняв навмисне для нього засноване місце помічника інспектора по частині викладання в Політехнічній школі. Однак почуття обов'язку військової людини, прокинулося в ньому при навалі на Францію з'єднаних сил декількох європейських держав, знову змусили Беккереля вступити на дійсну службу, і знову ж слабкість здоров'я примусила його незабаром розлучитися з військовою справою і в цей раз назавжди. Беккерелю було в цей час 27 років, він був уже одружений, але ще не склав певного рішення щодо вибору занять. Однак коливання тривали недовго: під впливом спогадів про колишні успішні заняття під керівництвом Біллі і розсудлива рада двоюрідного брата його матері, відомого художника Жироде-Тріозон (Girodet-Trioson, творця «Поховання Атал») Беккерель зважився віддатися науковим заняттям.
Обравши мінералогію і зацікавившись особливо електричними властивостями мінералів, він перейшов до занять електрикою взагалі і таким чином вступив на шлях, від якого в увесь наступний час своєї майже шістдесятирічної наукової діяльності відхилявся рідко і ненадовго. Беккерель написав 529 нотаток, вчених мемуарів і окремих творів, все майже виключно з електрики, а проте в цьому числі знаходиться декілька робіт з агрономії, метеорології та геології, якої він займався під керівництвом Броньяра.
У 1836 році Беккереля обрано членом Королівського інституту, коли ж той 1851 року змінив статус на Нідерландська королівська академія наук, він став її іноземним членом.
Його син фізик Едмон Беккерель та онук Антуан Анрі Беккерель, на честь якого названо одиницю вимірювання радіоактивності бекерель.